# Максара (приток Нерицы)
Максара — река в России, течёт по территории Усть-Цилемского района Республики Коми. Устье реки находится в 99 км по левому берегу Нерицы на высоте 60 м над уровнем моря. Длина реки составляет 69 км.

## Данные водного реестра
По данным государственного водного реестра России относится к Двинско-Печорскому бассейновому округу, водохозяйственный участок реки — Печора от впадения реки Уса до водомерного поста Усть-Цильма, речной подбассейн реки — бассейны притоков Печоры ниже впадения Усы. Речной бассейн реки — Печора.
Код объекта в государственном водном реестре — 03050300112103000078237.